# Pąchów
Pąchów – wieś w Polsce położona w województwie wielkopolskim, w powiecie konińskim, w gminie Kramsk. Tworzy samodzielne sołectwo Pąchów.
W latach 1975–1998 miejscowość administracyjnie należała do województwa konińskiego.